# Pastor australià
El pastor australià és una raça de gos de pasturatge que es va desenvolupar al nord de l'Estat espanyol, a Astúries, el País Basc i Navarra, i que els emigrants van portar a Austràlia buscant millor sort en aquest país. I des d'allà als Estats Units. La raça avui dia prové dels Estats Units i es va desenvolupar durant la febre de l'or de la dècada de 1840. Per tant, és americana i no pas australiana.
Es creu que aquests cadells especials reben el seu nom per dues raons. La primera és la seva coloració, anomenada "merle blau", que està estretament relacionada amb els gossos d'atura australians dels quals es creu que descendeixen. El segon prové dels clubs de gosseres, que van criar molts gossos amb el nom de "collie". Aquesta distinció va fer que es donés el nom de "pastor" a l'australià, un nom específic per a aquestes mascotes de raça especial. Si bé tot això és teòricament cert, l'únic segur d'aquests bells cadells és que, independentment de la procedència dels seus avantpassats,  la seva aparició va tenir lloc a Califòrnia. Aquestes juganeres mascotes s'han convertit en una de les preferides dels amants dels gossos als Estats Units a tot arreu i són estimades pels seus enèrgiques personalitats i habilitats atlètiques.
Tenen una esperança de vida de 12 a 15 anys i el seu pes sol rondar entre 25 i 45 quilograms, encara que les femelles són menys pesades.

## Personalitat
Els australians són gossos actius però tranquils i els encanta jugar amb els nens. Solen avenir-se molt amb altres mascotes. La raça es considera molt intel·ligent i fàcil d'entrenar. Els australians són coneguts per estar especialment ansiosos per complaure els seus amos.
Fidels als seus instints de pasturatge, els australians són molt protectors de les seves famílies i territori i t'avisaran si shi'acosten estranys, però no se'ls considera agressius.